# 丹凤眼 (乐队)
丹凤眼是一支美国亚裔舞曲摇滚乐团，由西蒙·杨在2006年成立于俄勒冈州波特兰。人们常常拿丹凤眼和1980年代的流行尖端、新秩序、歡樂分隊和现代的杀手乐队、The Bravery等流行电子音乐乐队来相互比照，就连乐队自己也认为他们演奏的是“唐人街舞曲摇滚”。乐队当前阵容中的四个成员全都来自亚太地区，在美国亚裔社团中十分活跃，常常参与大型文化节、动漫节等，也经常与种族主义等刻板印象作斗争。在法律界，该乐队十分出名的一个案例——Matal v. Tam，是和美国商标局之间的官司，一开始裁定乐队队名有歧视冒犯之嫌疑，最后乐队上诉到了美国最高法院并胜诉。